# Lucio Cristoforo Scobar
Lucio Cristoforo Scobar (* 1460 in Niebla; † 1525 in Syrakus) war ein italienischer Latinist, Romanist, Italianist, Hispanist, Grammatiker und Lexikograf spanischer Herkunft.

## Leben und Werk
Cristoforo de Escobar war Schüler von Antonio de Nebrija und ging wie dieser nach Italien. Er studierte in Rom bei Giovanni Sulpizio da Veroli (Johannes Sulpitius Verulanus). 1508 wurde er Hofkaplan am aragonischen Hof in Palermo (und nannte sich künftig Scobar), 1515 Chorherr von Agrigent und von Syrakus, wo er eine Lateinschule eröffnete.

Scobar publizierte 1519 ein zweisprachiges Wörterbuch Sizilianisch-Lateinisch und 1520 ein dreisprachiges Wörterbuch Lateinisch-Spanisch-Sizilianisch. Letzteres ist nach dem Urteil von Max Pfister ein Meisterwerk.

## Werke
- Aelij Antonij Nebrissensis ad arte[m] litteraria[m] introductiones : cu[m] eiusde[m] exactissima expositione: additis co[m]me[n]tarijs Christophori Scobaris viri eruditissimi. Adiectis i[n]super q[ue] pluribus alijs opusculis, Venedig 1512
- Vocabularium Nebrissense Ex Siciliensi sermone In Latinum L. Christophoro Schobare Bethico Interprete traductum, Venedig 1519; Il Vocabolario siciliano-latino di Lucio Cristoforo Scobar. Moderna edizione, hrsg. von Alfonso Leone, Palermo 1990 (57+323 Seiten,  auf der Basis des Lexicon hoc est Dictionarium ex sermone latino in hispaniensem, oder Diccionario latino-español des Antonio de Nebrija von 1492)
- Vocabularium Nebrissense ex latino sermone in Siciliensem et hispaniensem denuo traductum, Venedig 1520; Lessico latino-spagnolo-siciliano, hrsg. von  Rocco Distilo und Pilar Quel Barastegui, 2 Bde., Messina 1990–1997 (280+416 Seiten, auf der Basis des Dictionarium ex hispaniense in latinum sermonem des Antonio de Nebrija von 1495)